# 马克·斯坦恩
马克·斯坦恩（Mark Steyn，1959年12月8日—）是加拿大作家和保守派政治评论员。目前已出版5本书，其中2008年出版的《只剩美国：我们所認知的世界已到末日》（America Alone: The End of the World as We Know It, Mark Steyn）曾登上纽约时报畅销书榜。他是加拿大公民，现在主要居住在美国新罕布什尔州。已婚，育有三名子女。

## 政治立场
他是政治上的保守派。

### 欧洲伊斯兰化
在《只剩美国：我们所認知的世界已到末日》中，他在书中反对大政府、福利国家，支持小政府、自由主义。认为欧洲因为人口减少和经济衰退，将无力延续现有的福利模式。他还指出，欧洲本土人口快速减少，为了防止人口减少，需要外来移民，但穆斯林移民生育率奇高，人口快速增加，又保持穆斯林传统，不融入当地的生活方式，这会导致几十年后欧洲的人口中穆斯林的比重会很高，基督教文明会被伊斯兰教文明取代。他认为相比欧洲，美国的许多人坚持自由主义，因此目前还不会发生这种情况。

### 反对文化多元主义
他批评以文化多元主义为理由宽容伊斯兰文化，指出伊斯兰文化本身对别的文化并不宽容，而且伊斯兰文化歧视女性。他認為當穆斯林在歐洲取得主導地位後，就不會再理睬歐洲人吹捧的「文化多元」，會限制非穆斯林的宗教與文化，重回「單元文化」。他認為與其被單元的伊斯蘭文化取代，倒不如維持單元的西方基督教文化更佳。他認為伊斯蘭教是政治性的宗教，而伊斯蘭教排他性很強，不願與其他文明融合，並拒絕與時並進，如果任由伊斯蘭文明氾濫，會令人類文明倒退回原始時代，而伊斯蘭文明不單是守舊、極端和激進，也記仇，會不擇手段對非伊斯蘭文明復仇。他希望美國的右派能抵抗伊斯蘭，拯救西方文明。

## 參看
- 欧拉伯